# Émile Decombes
Émile Decombes (9 de agosto de 1829 – 5 de mayo de 1912)  fue un pianista y docente musical francés.

## Biografía
Decombes nació en Nimes. Poco se sabe de sus primeros años de vida aparte de que fue uno de los últimos alumnos de Frédéric Chopin en París. Fue profesor de piano en el Conservatorio de París entre 1875 y 1899,  donde sus alumnos incluyeron a Alfred Cortot, Gabriel Grovlez, Édouard Risler,  Reynaldo Hahn,  Gabriel Jaudoin, Joseph Morpain, Maurice Ravel,  y Erik Satie, al que Decombes calificó como "el estudiante más vago del Conservatorio". 
Además de su labor como docente, Decombes también participó activamente como editor de una serie de arreglos para piano de conciertos para piano clásico llamada École du Piano - Choix de Concertos des Maîtres. Premiers Solos, que publicó junto al editor parisino Auguste O'Kelly en 1875. La serie había alcanzado los 50 volúmenes en 1888 y fue continuada por el sucesor de O'Kelly, Mackar & Noël. 
Decombes murió en París en 1912, a la edad de 82 años.